# Бриссетт, Ошаэ
Ошаэ Бриссетт (англ. Oshae Jahve Brissett; род. 20 июня 1998, Торонто) — канадский профессиональный баскетболист, выступающий за клуб НБА «Филадельфия Севенти Сиксерс. Играет на позициях тяжёлого и лёгкого форварда. Чемпион НБА сезона 2023/2024 в составе «Бостон Селтикс».

## Профессиональная карьера

### Торонто Рэпторс (2019—2020)
23 июля 2019 года Бриссетт подписал контракт с клубом НБА «Торонто Рэпторс». 21 октября контракт Бриссетта был заменен на двусторонний. По условиям сделки, он должен был проводить время в «Рэпторс» и их фарм-клубе в Джи-Лиге «Рэпторс 905». Бриссетт дебютировал в НБА 19 ноября в матче против «Майами Хит». 7 января 2020 года Бриссетт провёл свой лучший матч в сезоне, набрав рекордные на тот момент в карьере 12 очков и сделав шесть подборов, одну результативную передачу и один перехват в матче против «Портленд Трэйл Блэйзерс» (101:99). В Джи-Лиге Бриссетт в среднем за игру набирал 15,1 очка и делал 6,6 подбора. По окончании сезона «Рэпторс» сделали ему квалификационное предложение, сделав его ограниченно свободным агентом. Позже он подписал частично гарантированное продление контракта на два года. Бриссетт был уволен из клуба по окончании тренировочного сбора, предшествовавшего сезону 2020/2021.

### Форт-Уэйн Мэд Энтс (2021)
Бриссетт был выбран под общим 21-м номером на драфте Джи-Лиги НБА 2021 года клубом «Форт-Уэйн Мэд Энтс» и позже был включен в заявку на сезон, объявленную 11 января 2021 года. Он сыграл в 12 матчах и в среднем набирал 18,6 очка, делал 9,8 подбора и 2,3 передачи за 34,6 минуты, что позволило ему войти во вторую сборную звёзд лиги.

### Индиана Пэйсерс (2021—2023)
1 апреля 2021 года Бриссетт подписал 10-дневный контракт с клубом НБА «Индиана Пэйсерс». Десять дней спустя он подписал второй 10-дневный контракт.
20 апреля 2021 года Бриссетт впервые вышел в стартовом составе клуба в проигранном матче против «Сан-Антонио Спёрс» со счетом 109:94, Бриссетт набрал 13 очков, а также сделав шесть подборов и перехват. На следующий день он подписал с командой трёхлетний контракт. В тот же вечер он вышел на паркет в матче против клуба «Оклахома-Сити Тандер», набрав 23 очка, сделав 12 подборов и оформив 3 блок-шота. 18 мая 2021 года Бриссетт набрал 23 очка, сделал пять подборов и две результативные передачи в матче плей-ин против «Шарлотт Хорнетс» со счетом 144:117.

### Бостон Селтикс (2023—2024)
6 июля 2023 года Бриссетт подписал контракт с «Бостон Селтикс». 27 октября 2023 года он дебютировал за «Селтикс» в первой игре сезона 2023/2024, одержав победу со счетом 119:111 над «Майами Хит», набрав 2 очка и сделав 5 подборов. В регулярном чемпионате он провел 55 матчей, набирая 2,9 подбора, 0,8 передачи, 0,3 перехвата и 3,7 очка в среднем за 11,5 минут. Во втором матче финала Восточной конференции против своей бывшей команды «Индиана Пэйсерс» Бриссетт сыграл важную роль в обороне «Селтикс». В 2024 году он впервые вышел в финал НБА в составе «Селтикс». «Селтикс» обыграли «Даллас Маверикс» в 5 матчах, что принесло Бриссетту его первый чемпионский титул. 23 июня 2024 года он отказался от опции игрока на 2,5 миллиона долларов и перешёл в статус свободного агента.

### Лонг-Айленд Нетс (2025)
18 января 2025 года Бриссетт подписал контракт с командой «Лонг-Айленд Нетс» из Джи-Лиги НБА.

### Филадельфия Севенти Сиксерс (2025—настоящее время)
14 марта 2025 года Бриссетт подписал 10-дневный контракт с «Филадельфией Севенти Сиксерс».

## Статистика

### Статистика в НБА
| Сезон                                                                                    | Команда | Регулярный сезон | Регулярный сезон | Регулярный сезон | Регулярный сезон | Регулярный сезон | Регулярный сезон | Регулярный сезон | Регулярный сезон | Регулярный сезон | Регулярный сезон | Регулярный сезон | Серия плей-офф | Серия плей-офф | Серия плей-офф | Серия плей-офф | Серия плей-офф | Серия плей-офф | Серия плей-офф | Серия плей-офф | Серия плей-офф | Серия плей-офф | Серия плей-офф |
| Сезон                                                                                    | Команда | GP               | GS               | MPG              | FG%              | 3P%              | FT%              | RPG              | APG              | SPG              | BPG              | PPG              | GP             | GS             | MPG            | FG%            | 3P%            | FT%            | RPG            | APG            | SPG            | BPG            | PPG            |
| ---------------------------------------------------------------------------------------- | ------- | ---------------- | ---------------- | ---------------- | ---------------- | ---------------- | ---------------- | ---------------- | ---------------- | ---------------- | ---------------- | ---------------- | -------------- | -------------- | -------------- | -------------- | -------------- | -------------- | -------------- | -------------- | -------------- | -------------- | -------------- |
| 2019/20                                                                                  | Торонто | 19               | 0                | 7,1              | 36,1             | 20,0             | 80,0             | 1,4              | 0,4              | 0,2              | 0,1              | 1,9              | Не участвовал  | Не участвовал  | Не участвовал  | Не участвовал  | Не участвовал  | Не участвовал  | Не участвовал  | Не участвовал  | Не участвовал  | Не участвовал  | Не участвовал  |
| 2020/21                                                                                  | Индиана | 21               | 16               | 24,7             | 48,3             | 42,3             | 76,9             | 5,5              | 0,9              | 0,9              | 1,0              | 10,9             | Не участвовал  | Не участвовал  | Не участвовал  | Не участвовал  | Не участвовал  | Не участвовал  | Не участвовал  | Не участвовал  | Не участвовал  | Не участвовал  | Не участвовал  |
| 2021/22                                                                                  | Индиана | 67               | 25               | 23,3             | 41,1             | 35,0             | 69,5             | 5,3              | 1,1              | 0,7              | 0,4              | 9,1              | Не участвовал  | Не участвовал  | Не участвовал  | Не участвовал  | Не участвовал  | Не участвовал  | Не участвовал  | Не участвовал  | Не участвовал  | Не участвовал  | Не участвовал  |
| 2022/23                                                                                  | Индиана | 65               | 2                | 16,7             | 38,6             | 31,0             | 71,7             | 3,4              | 0,7              | 0,5              | 0,2              | 6,1              | Не участвовал  | Не участвовал  | Не участвовал  | Не участвовал  | Не участвовал  | Не участвовал  | Не участвовал  | Не участвовал  | Не участвовал  | Не участвовал  | Не участвовал  |
| 2023/24                                                                                  | Бостон  | 55               | 1                | 11,5             | 44,4             | 27,3             | 60,2             | 2,9              | 0,8              | 0,3              | 0,1              | 3,7              | 10             | 0              | 5,5            | 54,5           | 100,0          | 50,0           | 1,4            | 0,0            | 0,3            | 0,2            | 1,6            |
|                                                                                          | Всего   | 227              | 44               | 17,3             | 41,6             | 33,7             | 69,8             | 3,9              | 0,8              | 0,5              | 0,3              | 6,5              | 10             | 0              | 5,5            | 54,5           | 100,0          | 50,0           | 1,4            | 0,0            | 0,3            | 0,2            | 1,6            |
| Наведите курсор мыши на аббревиатуры в заголовке таблицы, чтобы прочесть их расшифровку. |         |                  |                  |                  |                  |                  |                  |                  |                  |                  |                  |                  |                |                |                |                |                |                |                |                |                |                |                |

### Статистика в Джи-Лиге
| Сезон                                                                                    | Команда            | Регулярный сезон | Регулярный сезон | Регулярный сезон | Регулярный сезон | Регулярный сезон | Регулярный сезон | Регулярный сезон | Регулярный сезон | Регулярный сезон | Регулярный сезон | Регулярный сезон | Серия плей-офф | Серия плей-офф | Серия плей-офф | Серия плей-офф | Серия плей-офф | Серия плей-офф | Серия плей-офф | Серия плей-офф | Серия плей-офф | Серия плей-офф | Серия плей-офф |
| Сезон                                                                                    | Команда            | GP               | GS               | MPG              | FG%              | 3P%              | FT%              | RPG              | APG              | SPG              | BPG              | PPG              | GP             | GS             | MPG            | FG%            | 3P%            | FT%            | RPG            | APG            | SPG            | BPG            | PPG            |
| ---------------------------------------------------------------------------------------- | ------------------ | ---------------- | ---------------- | ---------------- | ---------------- | ---------------- | ---------------- | ---------------- | ---------------- | ---------------- | ---------------- | ---------------- | -------------- | -------------- | -------------- | -------------- | -------------- | -------------- | -------------- | -------------- | -------------- | -------------- | -------------- |
| 2019/20                                                                                  | Рэпторс 905        | 28               | 21               | 29,8             | 42,1             | 27,5             | 70,9             | 7,1              | 1,7              | 1,0              | 0,8              | 15,9             | Не участвовал  | Не участвовал  | Не участвовал  | Не участвовал  | Не участвовал  | Не участвовал  | Не участвовал  | Не участвовал  | Не участвовал  | Не участвовал  | Не участвовал  |
| 2020/21                                                                                  | Форт-Уэйн Мэд Энтс | 12               | 10               | 34,6             | 43,8             | 33,3             | 73,3             | 9,8              | 2,3              | 0,8              | 0,6              | 18,6             | Не участвовал  | Не участвовал  | Не участвовал  | Не участвовал  | Не участвовал  | Не участвовал  | Не участвовал  | Не участвовал  | Не участвовал  | Не участвовал  | Не участвовал  |
|                                                                                          | Всего              | 40               | 31               | 31,2             | 42,7             | 29,7             | 71,6             | 7,9              | 1,9              | 1,0              | 0,7              | 16,7             | Не участвовал  | Не участвовал  | Не участвовал  | Не участвовал  | Не участвовал  | Не участвовал  | Не участвовал  | Не участвовал  | Не участвовал  | Не участвовал  | Не участвовал  |
| Наведите курсор мыши на аббревиатуры в заголовке таблицы, чтобы прочесть их расшифровку. |                    |                  |                  |                  |                  |                  |                  |                  |                  |                  |                  |                  |                |                |                |                |                |                |                |                |                |                |                |

### Статистика в колледже
| Сезон                                                                                   | Команда  | GP | GS | MPG  | FG%  | 3P%  | FT%  | RPG | APG | SPG | BPG | PPG  |  |
| --------------------------------------------------------------------------------------- | -------- | -- | -- | ---- | ---- | ---- | ---- | --- | --- | --- | --- | ---- |  |
| 2017/18                                                                                 | Сиракьюс | 37 | 37 | 38,1 | 35,4 | 33,1 | 78,7 | 8,8 | 0,9 | 1,2 | 0,8 | 14,9 |  |
| 2018/19                                                                                 | Сиракьюс | 34 | 34 | 33,0 | 39,3 | 27,0 | 66,0 | 7,5 | 1,8 | 1,0 | 0,8 | 12,4 |  |
|                                                                                         | Всего    | 71 | 71 | 35,7 | 37,1 | 30,7 | 73,6 | 8,2 | 1,3 | 1,1 | 0,8 | 13,7 |  |
| Наведите курсор мыши на аббревиатуры в заголовке таблицы, чтобы прочесть их расшифровку |          |    |    |      |      |      |      |     |     |     |     |      |  |